# Зажицкий, Георгий Семёнович
Георгий Семёнович Зажицкий (род. 5 февраля 1946 года, Луга, Ленинградская область) — советский фехтовальщик на шпагах, мастер спорта международного класса, олимпийский призёр. Выступал за «Динамо».
Тренер — Клавдий Ядловский.
Георгий Зажицкий — победитель Кубка Европы по фехтованию 1967, 1968 и 1969 годов. В 1969 году приминал участие в Чемпионате мира по фехтованию в Гаване, где в составе сборной СССР выиграл золотую медаль. На летних Олимпийских играх 1972 года в Мюнхене завоевал бронзовую медаль (в командном первенстве).
В 1973 и 1975 годах становился серебряным призёром чемпионата СССР. С 1983 по 1990 год Зажицкий работал тренером сборной шпажистов Эстонской ССР. В 1990 году переехал в Норвегию.
Сын Зажицкого — Харитон Зажицкий — в составе сборной Эстонии становился золотым, серебряным и бронзовым призёром чемпионатов СССР.
В настоящее время вместе с сыном работает тренером в США.